# Kammerstein (Erzgebirge)

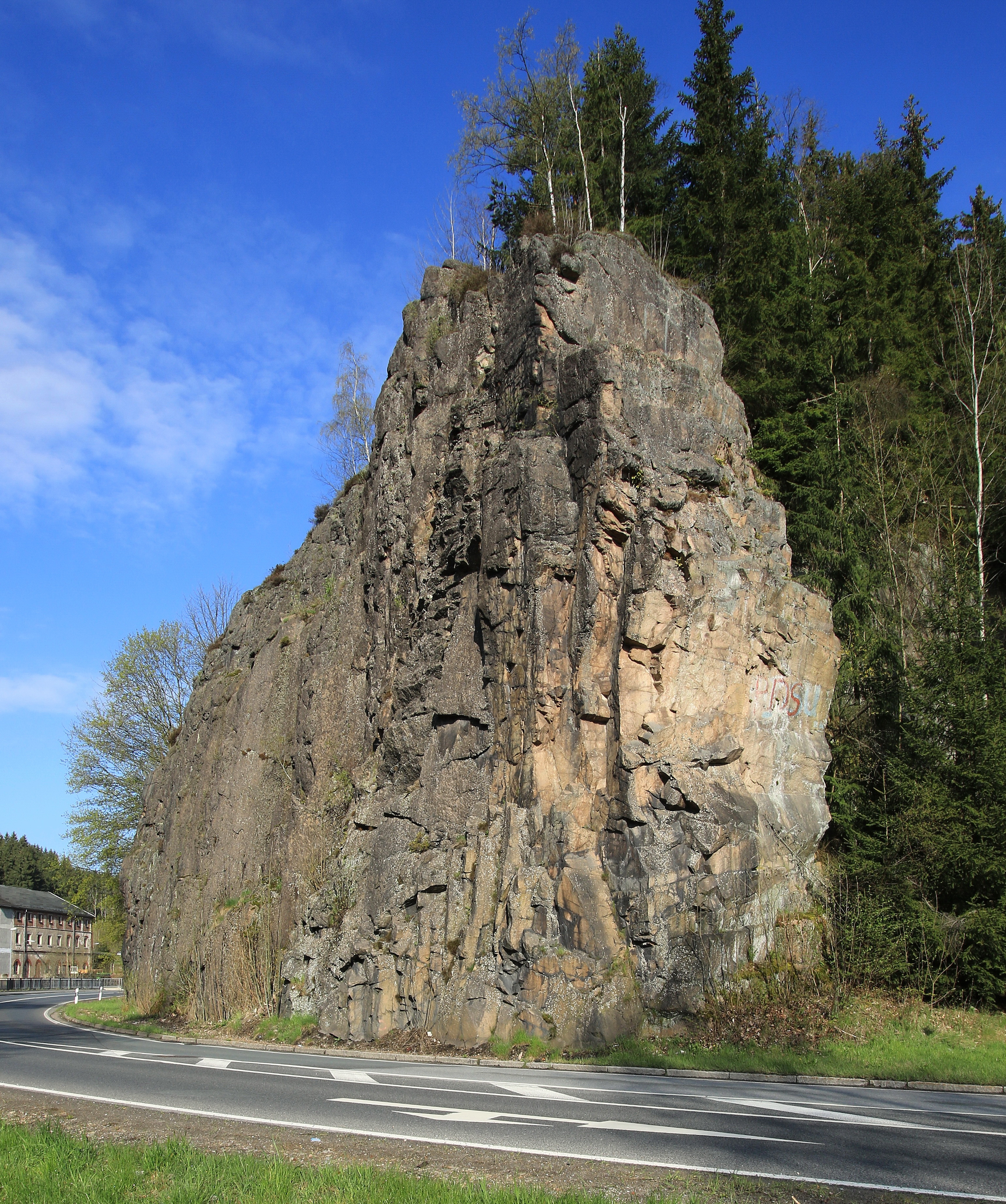
Kammerstein-Felsen in Breitenbrunn

Der Kammerstein ist ein 726 m hoher Berg in der Gemeinde Breitenbrunn im sächsischen Erzgebirgskreis. An seinen talnahen Flanken befinden sich mehrere Felsgruppen. Im engeren Sinne wird mit Kammerstein die markante Felsgruppe an der Talstraße bezeichnet, die früher auch den Namen Kleiner Kammerstein trug.

## Geologie
Der Kammerstein liegt im Westerzgebirge, nahe der Kontaktzone des Eibenstocker Granitmassivs mit den angrenzenden kambroordovizischen Gesteinseinheiten. Die nach Süden gerichteten Bergflanken bestehen überwiegend aus quarzstreifigen Muskovitphylliten, die nordwärts gerichteten Bereiche sind stark von quarzstreifigen Glimmerschiefern und nachrangig auch von Muskovitphylliten geprägt. An den unteren südwestlichen (bei Carolathal) und südöstlichen Hängen erstrecken sich in Tallage zwei Bereiche aus grobkörnigem Granit (Typ Eibenstock), der an der knieförmigen Talkrümmung bei der abzweigenden Hauptstraße von Breitenbrunn in eine klein- bis feinkörnige Varietät übergeht. Die Platznahme des Granits wird für die Zeitspanne zwischen Karbon und Perm angenommen. Diese Bereiche gehören, neben den Ortsarealen zwischen Hammerleithe und Rabensberger Straße, zu dem auf sächsischer Seite am weitesten nach Osten auslaufenden Abschnitt des Granitmassivs von Eibenstock-Nejdek. Zudem finden sich Gänge eines feinkörnigen Granits in grobkörnigem Granit aufsetzend, parallel zu den Salbändern plattenförmig abgesondert.

## Geschichte
Noch um 1800 wurde der markante Felsen an der Talstraße westlich der Teichwiese des Hammerwerks Breitenhof als Kleiner Kammerstein bezeichnet.
Mit dem Kammerstein ist bereits seit dem 17. Jahrhundert eine Sage von einem ungeduldigen vorbeifahrenden Fuhrmann verbunden, der sein altes Pferd auf den Felsgipfel führte und von dort oben herabjagte. Im freien Fall sei das Pferd geborsten.
Im September 1881 wurde im Zuge der Anlage der Eisenbahn sowie Verlegung und Erweiterung der Talstraße der Teil des Felsmassivs des (Kleinen) Kammersteins, der sich unmittelbar in Straßennähe befand, teilweise gesprengt.